# Anders Grau
Anders Grau (født 3. august 1981 i Odense) er en dansk standupkomiker og tekstforfatter.

## Karriere
Han tog undervisning i standup og impro ved Teater Play. Han var en af det nye kuld ved Zulu Comedy Galla i 2012 og vandt Läkerols Talentpris i 2013 ved samme show.
Han har skrevet flere afsnit af Live fra Bremen i 2012. Han har også opvarmet for Lasse Rimmer ved hans onemanshow Komiker i foråret 2012.
I 2015 medvirkede Grau i Linda P's program Det Alt for Store Linda P Show på TV 2 Zulu.
Anders Grau var i 2016 medvært på TV 2-sketchshowet Grand Danois sammen med Niels Hausgaard. Showet var lavet efter idé af Mick Øgendahl.
I 2017 optrådte Anders Grau som vært på Vejret på DR2. Udsendelsen, der kom umiddelbart efter Deadline, var en blanding af almindelig vejrudsigt og en satirisk fremstilling af en jovial og lettere grænseoverskridende vejrvært.
I 2022 medvirkede han i Fuhlendorff og de skøre riddere, hvor han sammen med Eva Jin blev sendt på en mission af Christian Fuhlendorff, for at stoppe nogle kvægtyve i en fantasy middelalderby.

## Privatliv
I marts 2016 bekræftede Linda P, at de to dannede par.
Parret brød med hinanden i september 2017.